# Devabhûti
Devabhûti est le dixième et dernier empereur de l'empire Shunga, il régna de 83 à 73 av. J.-C. Il fut précédé par Bhagavata et Vâsudéva, son premier ministre, le détrôna et fonda sa propre dynastie, la dynastie des Kânva.